# Izbrannoe
Izbrannoe (in russo Избранное?) è un EP del girl group russo Serebro, pubblicato nel 2010.

## Tracce
1. Like Mary Warner – 3:56
2. Opium – 3:45
3. Skaži, ne molči (Remix) – 4:23
4. Sladko (Remix) – 4:20
5. Sladko (Pop edit) – 3:54